# Cantone di Elven
Il Cantone di Elven era una divisione amministrativa dell'arrondissement di Vannes.
È stato soppresso a seguito della riforma complessiva dei cantoni del 2014, che è entrata in vigore con le elezioni dipartimentali del 2015.
Comprendeva i comuni di:
- Elven
- Monterblanc
- Saint-Nolff
- Sulniac
- Trédion
- Treffléan
- La Vraie-Croix